# 阿涌吾尔玛错
阿涌吾尔玛错（藏語：ཝ་གཞུང་བར་མ་མཚོ།，威利转写：wa gzhung bar ma mtsho，THL：Wazhung Barma Tso）也作阿涌哇玛错，位于中国青海省南部玛多县境内，位于黄河南岸，县城玛查理镇以南8公里，西距星星海4公里。湖泊长12.4公里，平均宽3.03公里，面积37.6平方公里。湖面海拔4210米。湖西南岸有一半岛深入湖中。